# Tomba del Milite Ignoto (Parigi)
La tomba del Milite Ignoto (in francese tombe du Soldat inconnu) custodisce il corpo di un soldato, morto durante la prima guerra mondiale e riconosciuto come francese, per commemorare simbolicamente tutti i soldati che sono morti per la Francia nel corso della storia. La sua sepoltura avvenne l'11 novembre 1920, alla base dell'Arco di Trionfo a Parigi; contemporaneamente alla simile sepoltura di un milite ignoto britannico nell'Abbazia di Westminster, a Londra, rendendo entrambe le tombe le prime a onorare i morti sconosciuti della prima guerra mondiale. È il primo esempio di tomba del Milite Ignoto.

## Storia

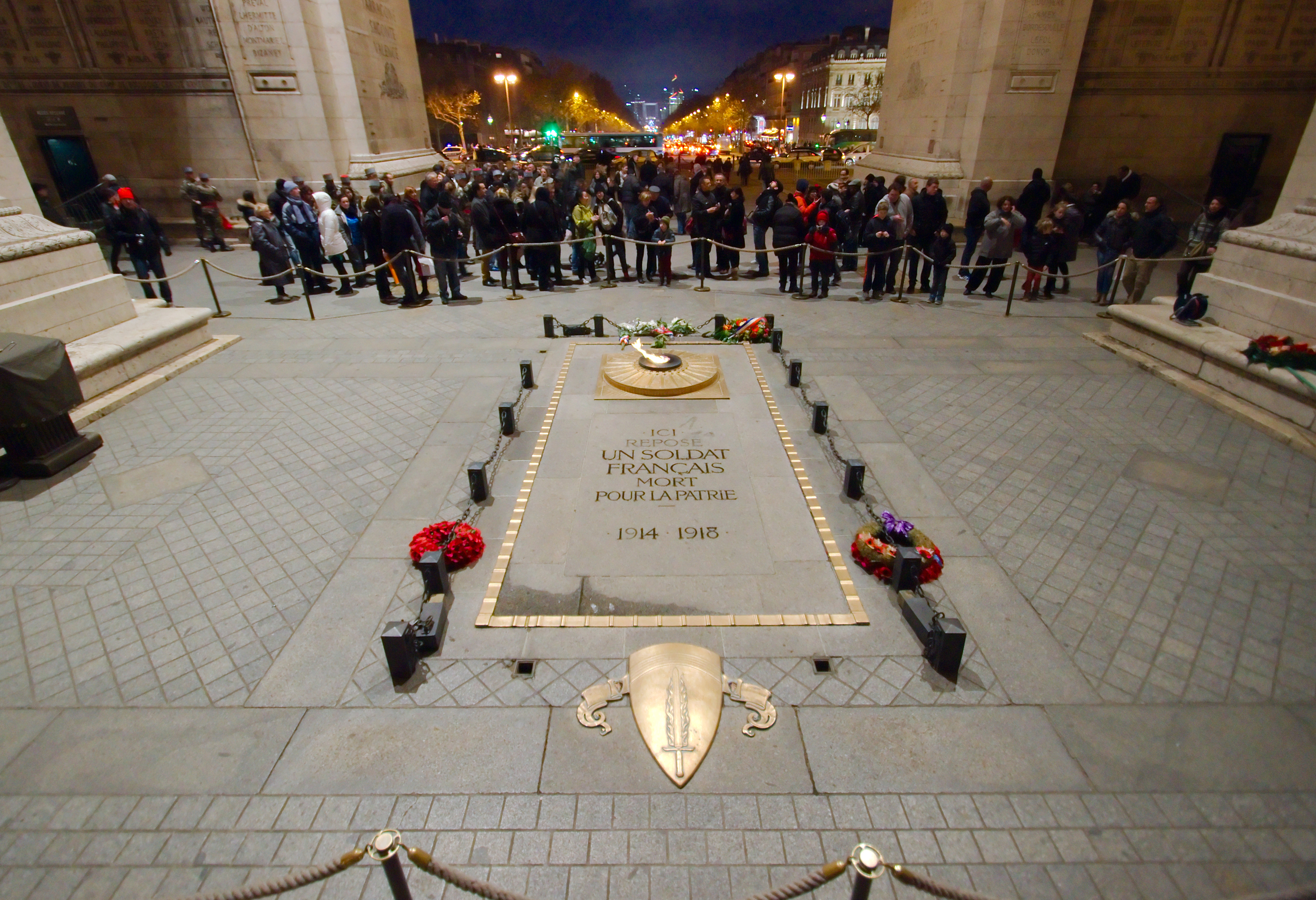
La tomba del Milite Ignoto, di notte.

La tomba del Milite Ignoto venne posta alla base dell'Arco di Trionfo nel 1920, in memoria dei morti della prima guerra mondiale mai identificati. Dal 1945 in poi, la tomba è stata dedicata anche alla memoria dei morti della seconda guerra mondiale. Ogni 11 novembre viene eseguita una cerimonia ufficiale, anniversario dell'armistizio del 1918 tra Francia e Germania.
Sulla tomba è inciso l'epitaffio: "Ici repose un soldat français mort pour la Patrie, 1914-1918." ("Qui riposa un soldato francese morto per la Patria, 1914-1918.").
Ogni sera alle 18:30 i membri dell'Associazione dei Combattenti o delle Vittime di Guerra ravvivano una fiamma della memoria. Questo accade fin dal 1923, anno dell'accensione, e anche il 14 giugno del 1940, giorno in cui l'armata tedesca entrò a Parigi e sfilò in Place de l'Étoile, alcuni ufficiali autorizzarono l'operazione. L'associazione "La Flamme sous l'Arc de Triomphe", che raggruppa 41 membri di tutte le nazionalità, organizza la cerimonia per accogliere le associazioni che, a loro volta, vengono a ravvivare la fiamma.